# Morris Jesup
Morris Jesup, född 21 juni 1830 i Westport i Connecticut, död 22 januari 1908 i New York, var en amerikansk filantrop och bankir. Grönlands nordligaste udde, Kap Morris Jesup, är namngiven efter honom. Han gav stora bidrag till Robert Edwin Pearys arktiska expeditioner och blev 1899 president för Peary Arctic Club. Mellan 1899 och 1907 var han president för New Yorks handelskammare